# Catopta cashmirensis
Catopta cashmirensis is een vlinder uit de familie van de Houtboorders (Cossidae). De wetenschappelijke naam van de soort werd voor het eerst als Cossus cashmirensis gepubliceerd in 1879 door Frederic Moore.
De soort komt voor in Zuid-Azië waaronder Afghanistan, Pakistan, Noord-India, Nepal, Bhutan, Tibet en China (Noord-Yunnan).